# Josip Pavić
Josip Pavić (Split, 15. januar 1982) je hrvatski vaterpolista.
Igra za HAVK Mladost iz Zagreba, na poziciji golmana. Nastupio je 76 puta za hrvatsku vaterpolo reprezentaciju. Na Svetskom prvenstvu u Montrealu 2005, bio je najbolji golman prvenstva. Osvojio je zlatnu medalju na Svetskom prvenstvu u Melburnu 2007. Bio je drugi golman reprezentacije i branio je na nekoliko početnih utakmica.
Na letnjim olimpijskim igrama 2012. godine sa reprezentacijom Hrvatske osvojio je zlatnu medalju, a proglašen je i za najboljeg golmana tog turnira i uvršten je u idealni tim turnira, a na kraju godine ga je FINA proglasila za najboljeg vaterpolistu sveta.